# Rio Ciuma
O Rio Ciuma é um rio da Romênia, afluente do Bârsa lui Bucur, localizado no distrito de Braşov.